# Gelbflossen-Panzerwels
Der Gelbflossen-Panzerwels (Osteogaster melanotaenia, Synonym: Corydoras melanotaenia) ist ein Süßwasserzierfisch der Gattung Corydoras. Er wird auch Grüner, Goldener oder Bronzener Panzerwels genannt.

## Merkmale
Der Gelbflossen-Panzerwels kann eine maximale Standardlänge von 5,8 cm Zentimetern erreichen. Die Schnauze ist nach Regan halb so lang wie der Kopf, die Barteln reichen fast oder gänzlich bis zur Kiemenöffnung. Die oberen Knochenplattenreihen an den Körperseiten zählen 24, die unteren 22 Knochenplatten. Nach der Erstbeschreibung hat die am Rand etwas konkav verlaufende Rückenflosse (Dorsale) 1 Stachelstrahl und 7 Weichstrahlen. 3 bis 4 Weichstrahlen sind länger als der Stachelstrahl. Die Basis der Rückenflosse ist etwa so lang wie der Abstand zur Fettflosse, 3 bis 4 Knochenplatten trennen die Fettflosse von der Rückenflosse. Für die Afterflosse (Anale) gibt Regan I/6 Flossenstrahlen an. Der Stachel der Brustflosse (Pectorale) reicht bis zur Basis der Bauchflosse (Ventrale). Die Färbung ist dem Rücken zu bräunlich, dem Bauch zu gelblich, entlang der Seite verläuft ein breites dunkles Band. Die Flossen sind ungemustert.
Vom ähnlichen Metallpanzerwels (Osteogaster aeneus) unterscheidet sich diese Art nach Regan durch die gestrecktere Körperform, den kleineren Kopf, die längere Schnauze, die schmalere Interorbitalregion und durch mehr Knochenplatten in einer Reihe (für Osteogaster aeneus gab Regan 21 bis 23/19 bis 21 Knochenplatten an).

## Verbreitung und Lebensraum
Das Verbreitungsgebiet des Gelbflossen-Panzerwels ist das Río Meta Einzugsgebiet in Kolumbien. Als Typenfundort gab Regan Kolumbien, Honda an (die Gemeinde liegt am Río Magdalena). Eigenmann (1922) bezweifelte den Typenfundort, seiner Meinung nach wurden die Exemplare aus Honda verschickt, jedoch im Río Meta Einzugsgebiet gesammelt. Unter anderem Nijssen und Isbrücker (1983) schließen sich dem an, aus dem Río Magdalena Einzugsgebiet sind keine Exemplare des Gelbflossen-Panzerwels bekannt.
Der Río Meta weist folgende Wasserwerte auf:
- einen pH-Wert von 6 bis 8
- einen GH-Wert von 2 bis 25 °d
- einen KH-Wert von 2 bis 15 °
- und eine Temperatur von 20 bis 25 °C.

## Lebensweise
Wie alle Panzerwelse ist der Gelbflossen-Panzerwels ein akzessorischer Darmatmer. Von Zeit zu Zeit kann er zusätzlich (akzessorisch) von der Wasseroberfläche Luft holen. Im Aquarium sollte er daher nicht in einem Becken mit geschlossener Schwimmpflanzendecke gehalten werden.

### Ernährung
Der Gelbflossen-Panzerwels ist allesfressend (omnivor) und ernährt sich, indem er am Boden und in Bodennähe nach Algen, Detritus, Kleintieren und Pflanzenteilen sucht.

### Fortpflanzung
In der freien Wildbahn vollziehen die Panzerwelse nach der Regenzeit, wenn sich das Wasser wieder erwärmt hat, ihr arttypisches Paarungsverhalten. Nach der Regenzeit befinden sich sehr viele Schwebstoffe und somit Beutetierchen im Wasser. Die Tiere vollziehen ein spezielles Paarungsverhalten, bei dem die Männchen paarungsbereite Weibchen umkreisen und damit Balz betreiben. Die Weibchen bilden mit den Bauchflossen Taschen, in die zwei bis drei Eier gelegt werden. In der sogenannten T-Stellung, bei der das Männchen sich quer vor dem Weibchen positioniert und mit der Brustflosse die Barteln des Weibchens einklemmt, werden die Eier befruchtet.
Anschließend laichen die Weibchen an einem geeigneten Substrat ab. Ein Weibchen wiederholt diesen Zyklus etwa zehnmal, bis es alle Eier abgelaicht hat. Im Aquarium legt ein Weibchen nacheinander etwa 30 durchsichtig-weiße Eier, welche an großen Blättern, Steinen oder anderen Flächen geklebt werden. Die Eier werden unbewacht zurückgelassen. Für eine gezielte Aufzucht werden diese daher besser separat zum Schlupf gebracht und die Jungfische separat aufgezogen.
Diese brauchen etwa 3 bis 5 Tage bis zum Schlüpfen. Die Larven sind sehr klein und teilweise durchsichtig. Zwei bis drei Tage nach dem Schlüpfen, wenn der Dottersack aufgebraucht ist, können die Larven Nahrung zu sich nehmen (im Aquarium bsp. Artemia-Nauplien).

## Aquaristik
Die Tiere sind Schwarmfische und sollten bei Aquarienhaltung in Gruppen von mindestens zehn Tieren gepflegt werden. Der Corydoras melanotaenia ist sehr friedlich und kann mit kleineren Fischen oder Garnelen problemlos vergesellschaftet werden. Die Tiere suchen immer wieder am Boden nach Essbarem und durchwühlen ihn mit seinen Barteln. Wichtig ist entsprechend ein weicher, nicht scharfkantiger Bodengrund (Sand ist optimal), da sich die Tiere sonst die Barteln verletzen können. Er kann in Becken ab 56 l gehalten werden. Die Nachzucht ist möglich und bedarf einer Simulation einer Regenzeit durch starke, abrupte Teilwasserwechsel mit Temperaturschwankungen.